# Motion picture
Motion picture er en eksperimentalfilm fra 1970 instrueret af Ole John og Jørgen Leth efter eget manuskript.

## Handling
Ophavsmændene angiver selv denne baggrund for filmens dokumentation i billede og lyd af tennisspilleren Torben Ulrich, mens han øver sine slag, sin serve, sit løb, sine spring osv.: "Det store øjeblik for den mand, som spiller med en bold, er ekstase: Når bold, bane, modpart og tilskuere går op i en enhed af rituel dramatisk karakter. Først i den situation kan man se, siger Torben Ulrich. Mennesket kan beruse sig i det guddommelige. Men for at blive et realiseret guddommeligt menneske, må man et skridt hinsides det ekstatiske. Jeg tror, at når det europæiske menneske i dag er så interesseret i Afrika og Østen, er det fordi, det er blevet opmærksom på værdier i sig selv, som er gået tabt. Det er disse værdier, der må løses op for, hvis ikke alt er forstenet." Filmen er optaget på 30 m ruller, og alle klippene er foretaget i kameraet, sådan at filmen udelukkende består af hele sekvenser, som er samlet til f.eks. denne rækkefølge. Filmen kunne efter behov forkortes eller forlænges uden at dens idé derved ville gå tabt.